# 8992 Magnanimity
8992 Magnanimity là một tiểu hành tinh vành đai chính có tên cũ là 1980 TE7. Nó được phát hiện ngày 14 tháng 10 năm 1980 từ Đài thiên văn Tử Kim Sơn ở Nam Kinh, Trung Quốc.